# Янсен, Ян (политический деятель)
Ян Янсен (нидерл. Jan Jansen, настоящая фамилия Проост, нидерл. Proost; 1890—1943) — нидерландский левый политический деятель, член Исполкома Коминтерна (ИККИ).

## Биография
Родился в 1890 году в Нидерландах в интеллигентской семье. По специальности художник и гравёр.
Участвовал в голландском социалистическом движении, входил в его левое крыло, близко работал с Давидом Вейнкопфом. По его заданию в годы Первой мировой войны несколько раз приезжал в Германию для установления связей с местными интернационалистами.
После основания Коммунистической партии Нидерландов (КПН) вошёл в её состав, в 1920 вместе с Вейнкопфом представлял КПН на Втором конгрессе Коминтерна; 7 августа 1920, после окончания конгресса, Вейнкопф и Янсен вошли в состав ИККИ. Входил в состав Американского агентства в Мексике. В июне-июле 1921 представлял КПН на Третьем конгрессе Коминтерна, в июне 1923 — на Третьем расширенном пленуме ИККИ, на котором участвовал в работе австралийской и датской комиссий.
В 1926 году после исключения из КПН группы, в которую входили Вейнкопф и ван Равестейн (вскоре создавших  Коммунистическую партию Голландии — Центральный комитет), покинул ряды партии.
В 1943 году расстрелян немецкими оккупационными войсками.